# Windows XP Édition Media Center
 (août 2017).
Si vous disposez d'ouvrages ou d'articles de référence ou si vous connaissez des sites web de qualité traitant du thème abordé ici, merci de compléter l'article en donnant les références utiles à sa vérifiabilité et en les liant à la section « Notes et références ».
Windows XP Édition Media Center est un système d'exploitation produit par Microsoft. Il est dérivé de Windows XP, dont il diffère par la présence du Windows Media Center, avec des fonctions multimédia telles que la visualisation de films, les diaporamas d'images ou le choix de piste musicale. Il s'agit de la première version de Windows à inclure ce logiciel. 
Depuis le 30 janvier 2007 (sortie de Windows Vista), il n'est plus possible d'acheter une version Media Center. Toutes les fonctionnalités de ces éditions ont été intégrées dans Windows Vista Édition Familiale Premium et Windows Vista Édition Intégrale.

## Versions
Différentes versions ont vu le jour, basées sur Windows XP Professionnel et possédant donc l'intégralité des fonctionnalités et des prérequis matériels de ce dernier. Deux exceptions existent néanmoins : Terminal services est absent de la version initiale, et la possibilité de créer un réseau domestique est désactivée dans Windows XP Media Center Edition 2005.
- Windows XP Media Center Edition est la version initiale de Windows XP Media Center. Annoncée le 16 juillet 2002, elle est disponible le 29 octobre 2002.
- Windows XP Media Center Edition 2004 sort le 30 septembre 2003. Elle est accessible à ceux possédant la version d'origine sous forme de mise à jour.
- Windows XP Media Center Edition 2005 est lancée le 12 octobre 2004. La principale nouveauté est la prise en charge de la gravure de CD et de DVD.
- Windows XP Media Center Edition 2005 Update Rollup 2 est une mise à jour majeure et recommandée de l'édition précédente. Elle inclut notamment la prise en charge de la Xbox 360.

Les deux premières éditions étaient disponibles uniquement via MSDN et en OEM, c'est-à-dire uniquement avec l'achat d'un matériel spécifique, tel qu'un PC bénéficiant d'un tuner, un lecteur DVD ou encore une télécommande pour ordinateur personnel. L'édition 2005 est elle ouverte au grand public, mais possède des exigences matérielles supérieures aux autres versions de Windows XP.